# Bolitoglossa robusta
Bolitoglossa robusta is een salamander uit de familie longloze salamanders (Plethodontidae). De soort werd voor het eerst wetenschappelijk beschreven door Edward Drinker Cope in 1894. Oorspronkelijk werd de wetenschappelijke naam Oedipus robustus gebruikt.

## Uiterlijke kenmerken
Bolitoglossa robusta is met een lengte van meer dan tien centimeter een van de grootste neotropische salamanders.

## Verspreiding en habitat
De salamander komt voor in delen van Midden-Amerika en leeft in de landen Costa Rica en Panama.
Bolitoglossa robusta is een van de wijdst verspreide salamandersoorten in Costa Rica en Panama. Het verspreidingsgebied loopt van de vulkaan Cacao in de noordwestelijke Costa Ricaanse provincie Guanacaste nabij de grens met Nicaragua tot aan de Fortuna-dam in de Panamese provincie Chiriquí. Bolitoglossa robusta komt voor op hoogtes tussen de 650 en 2000 meter, maar is het algemeenst tussen de 1000 en 1600 meter hoogte.